# 護照服務

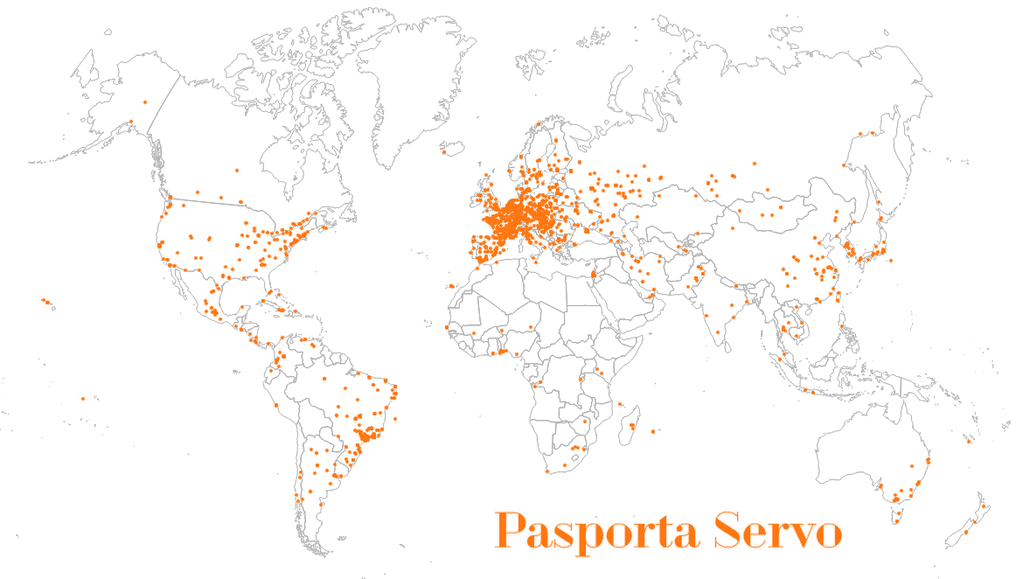
世界上有护照服务的城市地图2015

护照服务就是招待服务。它是许多人为此而开始学世界语的重要的世界语出版物。基本上它是一本全世界一些国家的世界语者名单小册子，小册子的拥有者（他也应能讲世界语）可以在他们的家中免费做客。2006年，在92个国家有1320个这样的护照服务者。 
服务者可选择，他可以接受多少天？多少客人？及附上各种相关备注：兴趣，期望，特殊条件（如，非吸烟者，欢迎年青人等）。
服务者从中享受招待朋友的乐趣，而被服务者享受免费的招待。此外，被服务者会在交通及了解当地风情上有很好的便利。在客人与主人之间如能轻松自如地用世界语来交流是再好不过的了。
这本护照服务的小地址册子是全世界世界语青年组织（TEJO）的出版物。被称为‘护照服务’是在1966年，是来自于阿根廷的Ruben Feldman-Gonzalez先生的建议，当时在法国的Jeanne-Marie Cash女士领导下有40名服务者。俩位先行者一直做为护照服务的东道主为大家服务。